# Guro-gu
Guro-gu är ett av de 25 stadsdistrikten (gu) i Sydkoreas huvudstad Seoul.  Det separerades från Yeongdeungpo-gu 1 april 1980. Guro-gu är beläget i sydvästra delen av staden. Precis som de två distrikten Yangcheon och Geumcheon, har Guro-gu en viktig position som en utgångspunkt för både väg- och järnvägstransporter från övriga delar av Seoul till de södra delarna av landet. Gyeongbu, som är en av de viktigaste och äldsta järnvägslinjerna i Sydkorea tillsammans med järnvägslinjen Gyeongin, förbinder Seoul med Busan och Incheon. Dessutom finns Seouls tunnelbanelinjer 1, 2 och 7 i distriktet Guro-gu, och ett flertal av de större vägarna och motorvägar möts i Guro-gu.
Namnet Guro härstammar från legenden om att nio män blev mycket gamla i distriktet.
Ett digitalt industrikomplex ligger i Guro-distriktet. Detta industrikomplex hade stor betydelse främst för textiltillverkning, klädtillverkning och andra arbetsintensiva industrier fram till 1967, då det snabbt förvandlades till ett industrikomplex med IT-inriktning. Detta komplex hade en betydande roll för Sydkoreas starka period av ekonomisk utveckling, det så kallade "Miracle on the Han River", och bidrog med 10 procent av den nationella exporten under 1970-talet.

## Administrativ indelning
Guro-gu består av 16 administrativa stadsdelar (dong):

- Gaebong 1-dong (개봉1동 開峰1洞)
- Gaebong 2-dong (개봉2동 開峰2洞)
- Gaebong 3-dong (개봉3동 開峰3洞)
- Garibong-dong (가리봉동 加里峰洞)
- Gocheok 1-dong  (고척1동 高尺1洞)
- Gocheok 2-dong  (고척2동 高尺2洞)
- Guro 1-dong (구로1동 九老1洞)
- Guro 2-dong (구로2동 九老2洞)
- Guro 3-dong (구로3동 九老3洞)
- Guro 4-dong (구로4동 九老4洞)
- Guro 5-dong (구로5동 九老5洞)
- Hang-dong (항동 航洞)
- Oryu 1-dong (오류1동 梧柳1洞)
- Oryu 2-dong (오류2동 梧柳2洞)
- Sindorim-dong (신도림동 新道林洞)
- Sugung-dong (수궁동 水宮洞)